# ルックチョコレート
ルックチョコレート（英文表記：LOOK A La Mode CHOCOLATE）は、株式会社不二家が製造している箱入りのチョコレート。1962年（昭和37年）より発売開始。

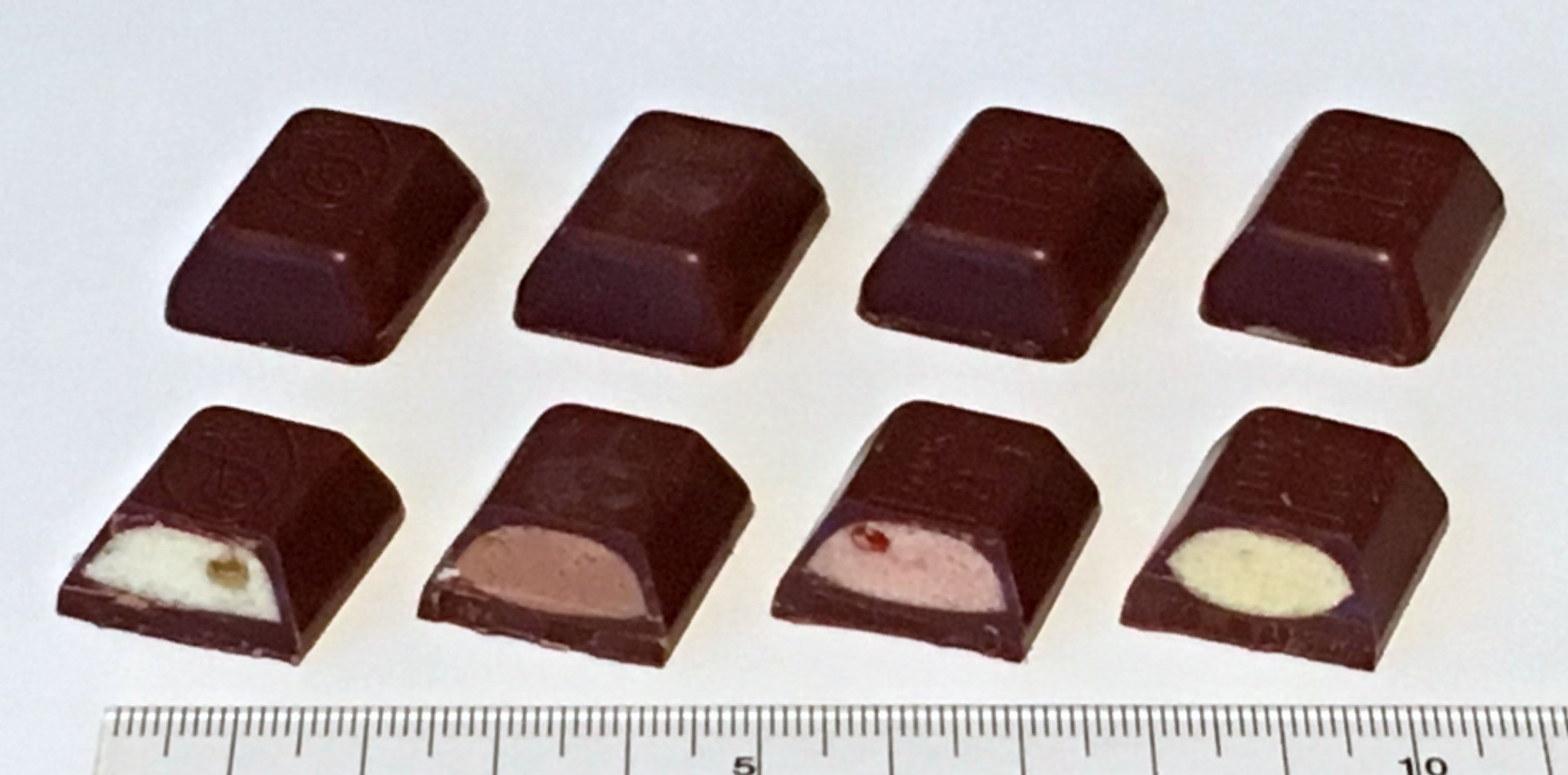
バナナ、アーモンド、ストロベリー、パイナップル

板チョコのような箱型ケースに入っているが一口大の粒チョコで（発売当初は板チョコだった）、ミルクチョコレートに風味付けされたクリームが入っているのが特徴。

## 概要
商品名は“ペアルック”“マリンルック”などのファッション用語の“ルック”から由来しているという。ロゴとパッケージのデザインはインダストリアルデザイナーのレイモンド・ローウィによる。
日本の流通経路を介して全国販売される菓子の中でルックチョコレートの存在は古く、箱入りのチョコレートの代名詞といえる。発売当初のフレーバーはコーヒー・苺・バナナ・キャラメルだった。
その後、長く内部のクリームにはパイン・苺・アーモンド・バナナの組合せが採用されていたが、「ナッツクリームアラモード」の発売によりアーモンドが移籍し、「アラモード」は全てフルーツ味となっていた時期がある（その後復帰）。
また期間限定でさまざまな風味のセンターフィリングの製品が発売されている。通常は一箱に四種類が収容されているが、限定品などには例外もある。デザート風チョコレートとして有名。
2025年現在はパッケージ変更と共にバナナ・ブルーベリー・苺・パイナップルの組み合わせに変更されている。

## 種類
- アラモード バナナ・アーモンド・苺・パイナップル
- ナッツクリームアラモード ヘーゼルナッツ・アーモンド・カシューナッツ・マカダミア
- ベリークリームアラモード クロスグリ・カシス・苺・ラズベリー・ブルーベリー
- パフェアラモード(1) ストロベリーパフェ・メロンパフェ・キャラメルパフェ・チョコレートパフェ
- パフェアラモード(2) ブルーベリーパフェ・プリンパフェ・ストロベリーパフェ・チョコレートパフェ
- パフェアラモード(3) ストロベリーパフェ・キャラメルバナナパフェ・抹茶ミルクパフェ・チョコレートパフェ
- パフェアラモード(4) ストロベリーパフェ・マスカットパフェ・パイナップルパフェ・チョコレートパフェ
- カフェアラモード カフェラテ・カフェモカ・キャラメルラテ・モンブランラテ
- 茶アラモード アップルティ・オレンジティ・ピーチティ・ラズベリーティ
- トロピカルアラモード カムカム・マンゴ・ライチ・ピンクグアバ
- いちごクリームと2種のソース ミルクソース・ストロベリーソース
- サーティワンアイスクリーム(1) いちごみるく・バニラ・ジャカモコーヒー・オレンジシャーベット
- サーティワンアイスクリーム(2) バナナアンドストロベリー・チョコレート・オレンジシャーベット・バニラ
- サーティワンアイスクリーム(3) ストロベリーチーズケーキ・ジャカモコーヒー・オレンジシャーベット・バニラ
- カカオ×デザイン(1) ガナッシュ・マダガスカルバニラ・ジャンドゥーヤ
- カカオ×デザイン(2) ガナッシュ・ソース＆ホイップ・ジャンドゥーヤ
- CHOCOLAT18 ガナッシュクリーム・トリュフクリーム・チョコレートムース
- イタリアンドルチェ ティラミス・モンテビアンコ・エスプレッソムース・デリティアリモーネ
- 苺のフレンチデセール 苺のミルフィーユ・苺のムース・苺のフロマージュ・苺のシャンパンデセール
- 冬のカフェ カフェオレ・エスプレッソ・カフェモカ・キャラメルマキアート
- 石挽き抹茶あんみつ
- NYチーズケーキ
- とろけるキャラメル
- ナッツ
- 北海道メロン
- ストロベリー
- ストロベリークリーム（ダイソーコラボ）
- キャラメルクリーム（ダイソーコラボ）
- LOOKチョココルネ ストロベリー バナナ（山崎パンコラボ）
- LOOK4 Chocolate Coercion
- 青い宝石
- 4種のいちご
- ミルクパレード
- ホワイトラバーズ

その他（参考）
- サクサクウェファース チョコクリーム
- くるまきクレープ チョコクリーム
- 抹茶クリームパフェ